# Junction City (Oregon)
Pour les articles homonymes, voir Junction City.
Junction City est une ville américaine située dans l'État de l'Oregon et dans le comté de Lane.

## Démographie
Au recensement de 2010, sa population était de 5 392 habitants dont 2 184 ménages et 1 394 familles résidentes. La densité de population était de 380 hab/km2
La répartition ethnique était de 90,4 % d'Euro-Américains et 9,6 % d'autres races.
En 2000, le revenu moyen par habitant était de 16 155 dollars avec 8,8 % vivant sous le seuil de pauvreté.

## Source
- (en) Cet article est partiellement ou en totalité issu de l’article de Wikipédia en anglais intitulé « Junction City, Oregon » (voir la liste des auteurs).